# О’Доннел, Катбар
Катбарр О’Доннелл (ирл. Cathbarr Ó Domhnaill, англ. Cathbarr O'Donnell; ? — 1608) — ирландский дворянин из династии О’Доннел в графстве Донегол.

## Биография
Один из сыновей сэра Хью О’Доннелла (? — 1600), короля Тирконнелла (1566—1592). Его мать была шотландка Инион Даб, вторая жена сэра Хью.
Старшие братья Катбара Доннелл и Хью Роэ были соперниками в длительном споре о престолонаследии в клане О’Доннелл вплоть до смерти Доннелла в битве при Дойре Лейтане в 1590 году. Хью Роэ стал главой клана О’Доннелл в 1592 году. Катбар поддерживал своего старшего брата во время Девятилетней войны в Ирландии против английского владычества (1594—1603). В 1602 году ещё один старший брат Рори сменил Хью Роэ и заключил мир с английской короной. В следующем 1603 году Рори получил от английской короны титул 1-го графа Тирконнелла.
Катбар женился Розе О’Доэрти (ок. 1588—1660), младшей сестре сэра Кахира О’Доэрти, лорда Инишоуэна, который сражался на стороне английской короны во время восстания графа Тирона, но позднее начал восстание О’Доэрти и сжёг город Дерри. В 1607 году Катбар и Роза сопровождали Рори О’Доннелла в бегстве графов в континентальную Европу. На следующий год Катбар и Рори умерли от лихорадки в итальянской ссылке, и руководство в клане О’Доннелл перешло к Хью О’Доннелла (1606—1642), младшему сыну Рори О’Доннелла.
После смерти Катбара Роза снова вышла замуж за ирландского военного Оуэна Роэ О’Нила. Сын Катбарра и Розы, Хью О’Доннелл, стал капитаном испанской армии, служа в полку своего отчима во Фландрии. Он был убит в 1625 году во время осады испанской армией города Бреда.